# Вълчан Маринов
Вълчан Маринов Симеонов е български политик, кмет на Бургас.

## Биография
Роден е през 1863 г. в град Върбица. Два пъти е кмет на Бургас - от 8 април до 30 май 1908 г. и от 5 септември до 21 октомври 1918 г. Два пъти е общински съветник през 1925 и 1932 г. От 1934 г. е член на Демократическата партия. През 1950 г. е изселен в айтоското село Планиница.